# Żurnalista
Żurnalista, właśc. Dawid Swakowski; ur. 23 kwietnia 1992) – polski dziennikarz, autor książek i przedsiębiorca, wcześniej raper i menedżer celebrytów.

## Życiorys
Dorastał w przemocowej rodzinie. Wraz z matką i dwójką rodzeństwa pomieszkiwał w schronisku dla bezdomnych i domu samotnej matki. W wieku 18 lat przez pół roku mieszkał z ojcem w Norwegii.
Występował jako raper pod pseudonimem Hipokryta. Po zakończeniu kariery muzycznej w 2011 przez kilka miesięcy organizował koncerty innym raperom, a następnie pracował jako menedżer celebrytów, m.in. fotomodelki Ewy Lubert.
W 2014 był redaktorem naczelnym założonego przez siebie magazynu „Manager+”. W 2017 wydał trzy tomiki poezji: „Pamiętnik” i „Miłość, po prostu”. W 2018 premierę miały jego kolejne trzy książki: „Źródło”, „ŚĆ” i „Sny_z_Bournemouth / EP”, a w kolejnych latach wydał: „Listy Żurnalisty” (2019), „Warszawa” (2020) i „Dom łez” (2021). Jego książki rozeszły się w łącznym nakładzie ok. 300 tys. egzemplarzy. Prowadził także firmę odzieżową „miło(ść)”.
W czerwcu 2021 uruchomił podcast „Żurnalista – Rozmowy bez kompromisów”, w którym przeprowadza wywiady z osobowościami show businessu. Audycja szybko zdobyła popularność, a pod koniec roku była czwartym najpopularniejszym podcastem słuchanym w serwisie Spotify w 2021.

## Wizerunek
Od początku działalności w mediach ukrywa swój wizerunek i dane osobowe, posługując się pseudonimem Żurnalista. Ma na ciele wiele tatuaży, m.in. cyfry „1946” na palcach u dłoni, napis „kjaerlighet” na brzuchu oraz narząd serca z napisem „przepraszam” na klatce piersiowej.